# Maximiliaan Corsselaar

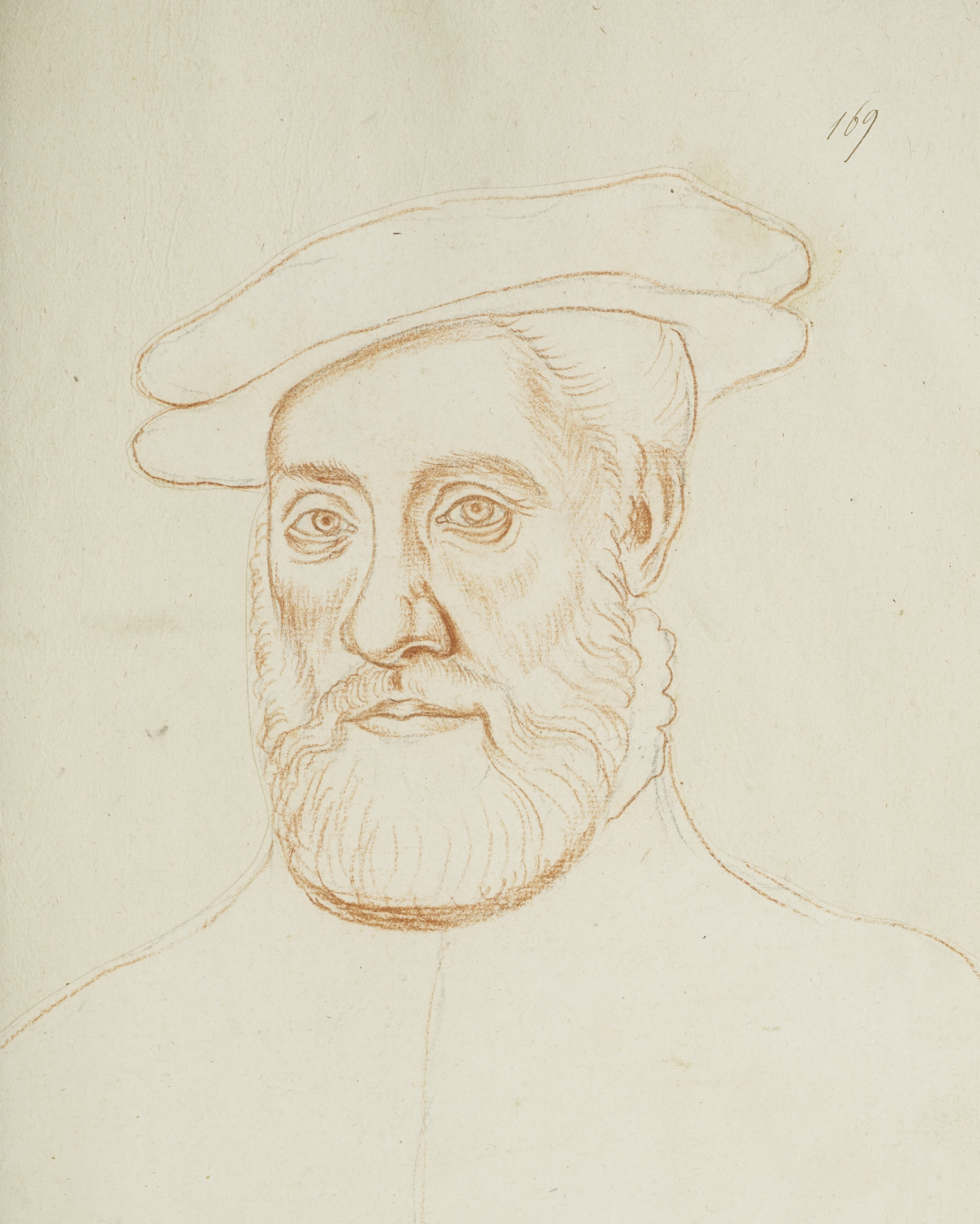
Maximiliaan van Wittem, heer van Beersel (Recueil d'Arras, folio 169).

Familiewapen
Corsselaar van Wittem

Maximiliaan Corsselaar ook bekend als Maximiliaan van Wittem uit het huis Corsselaar (-1558). Hij was graaf van Zeebrugge.
Maximiliaan was een zoon van Hendrik IV Corsselaar, heer van Beersel en baron van Boutersem en van Johanna van Lannoy, vrouwe van Zeebrugge.
Hij trouwde met Gilette van Halewijn, vrouwe van Boezinge, de dochter van Jacob van Halewijn, heer van Boezinge (-1514) en Anna van Ongnies. Uit hun huwelijk werd geboren:
- Johan IV Corsselaar van Wittem, graaf van Zeebrugge (-1588). Hij trouwde in 1578 met Maria Margaretha van Merode-Westerloo, markgravin van Bergen op Zoom (1560-1588).
- Anna Corsselaar van Wittem (1550-). Zij trouwde in 1570 met Jacques d'Oignies (1545-) heer van Estrées. Hij was een zoon van Claude van d'Oignies (1515-) heer van Estrées en Jacqueline Malet de Coupigny (1525-). Jacques d'Oignies was weduwnaar van Anne van Praet (-voor 1570), de dochter van Joost / Joseph van Praet en Anne van den Brande.

Familiewapen van Halewijn

- Familiewapen
van Halewijn